# زیگنبرگ
زیگنبرگ (به آلمانی: Zierenberg) یک منطقهٔ مسکونی در آلمان است که در کسل واقع شده‌است. زیگنبرگ ۶٬۵۶۸ نفر جمعیت دارد.

## خواهرخوانده
شهرهای Damvillers، گاتاتیکو، ایشترسهاوزن و امت واچسنبورگ خواهرخوانده‌های زیگنبرگ هستند.